# Eleanor (Vorname)
Eleanor [ˈɛl.ə.nɔːɹ] ist ein weiblicher Vorname.

## Herkunft und Bedeutung
Beim Namen Eleanor handelt es sich um eine englische Variante des altprovenzialischen Namens Aliénor.

## Verbreitung
Im Mittelalter war der Name Eleanor aufgrund der Berühmtheit von Eleonore von Aquitanien und den beiden Königinnen Eleonore von der Provence und Eleonore von Kastilien sehr populär.
In den USA war Eleanor im ausgehenden 19. Jahrhundert relativ beliebt. In den 1910er und 1920er Jahren zählte er zu den meistvergebenen Frauennamen des Landes. Seine Popularität sank schließlich und erlebte in den 1970er und 1980er Jahren einen Tiefpunkt. Seit den 1990er Jahren steigt die Beliebtheit des Namens wieder. Im Jahr 2014 trat er in die Top-100 der Vornamenscharts ein. Im Jahr 2021 belegte er Rang 15 der Hitliste.
In Kanada zählte Eleanor bis 1950 zu den 100 meistvergebenen Mädchennamen. Im Jahr 2014 trat der Name erneut in die Hitliste ein und nahm stetig an Popularität zu (Stand 2019). Ein ähnliches Bild zeigt sich in Neuseeland, wo Eleanor im Jahr 2021 Rang 69 der Hitliste belegte. Auch in Australien stieg die Beliebtheit des Namens in den vergangenen Jahren. Im Jahr 2021 stand Eleanor dort auf Rang 48 der Vornamenscharts.
In England und Wales hat sich Eleanor unter den 100 meistgewählten Mädchennamen etabliert. Gegenüber den 1990er Jahren lässt sich ein leichter Rückgang der Popularität feststellen.
In Deutschland erlebte Eleanor in den 2010er Jahren einen starken Aufwärtstrend. Wurde er in den 2000er Jahren noch äußerst selten vergeben, belegte er im Jahr 2019 bereits Rang 329 der Vornamenscharts. Seitdem wurde er wieder etwas seltener vergeben. Im Jahr 2021 stand er auf Rang 467 der Hitliste.

## Varianten
Weitaus seltener wird Eleanor in der Schreibweise Elinor vergeben.
Für weitere Varianten: siehe Eleonore#Varianten

## Namensträger

### Eleanor
- Eleanor von England (* um 1215; † 1275), englische Prinzessin aus dem Hause Plantagenet

- Eleanor Bergstein (* 1938), US-amerikanische Schriftstellerin, Drehbuchautorin, Filmproduzentin und Filmregisseurin
- Eleanor Bone (1911–2001), britische einflussreiche Anhängerin der neuheidnischen Religion Wicca
- Eleanor Bron (* 1938), britische Schauspielerin
- Eleanor Brown (* 1973), US-amerikanische Schriftstellerin, Herausgeberin und Lehrerin
- Eleanor Burford (1906–1993), britische Schriftstellerin
- Eleanor Catton (* 1985), neuseeländische Schriftstellerin
- Eleanor Coerr (1922–2010), kanadisch-US-amerikanische Schriftstellerin
- Eleanor Collins (1919–2024), kanadische Jazzsängerin
- Eleanor Coppola (1936–2024), US-amerikanische Regisseurin, Drehbuchautorin sowie Künstlerin
- Eleanor Dark (1901–1985), australische Schriftstellerin
- Eleanor Dickinson (* 1998), britische Radsportlerin
- Eleanor Lansing Dulles (1895–1996), US-amerikanische Diplomatin
- Eleanor von Erdberg (1907–2002), deutsche Kunsthistorikerin
- Eleanor Farjeon (1881–1965), britische Kinderbuchautorin
- Eleanor Furneaux (* 1993), britische Skeletonfahrerin
- Eleanor J. Gibson (1910–2002), US-amerikanische Entwicklungspsychologin
- Eleanor Greatorex (1854–1908), US-amerikanische Malerin der Blumen-, Genre- und Porzellanmalerei
- Eleanor Helin (1932–2009), US-amerikanische Astronomin
- Eleanor Hibbert (1906–1993), britische Schriftstellerin
- Eleanor Higginson (1881–1969), englisch-britische Suffragette
- Eleanor Holm (1913–2004), US-amerikanische Schwimmerin
- Eleanor Holmes Norton (* 1937), US-amerikanische Juristin und Politikerin der Demokratischen Partei
- Eleanor Jourdain (1863–1924), englisch-britische Schuldirektorin, Hochschullehrerin und Autorin
- Eleanor Koldofsky (1920–2023), kanadische Musik- und Filmproduzentin und Autorin
- Eleanor Lambert (1903–2003), US-amerikanische Modejournalistin
- Eleanor Maccoby (1917–2018), amerikanische Psychologin
- Eleanor Maguire (1970–2025), irische Neurowissenschaftlerin
- Eleanor Marx (1855–1898), deutsch-englische Sozialistin
- Eleanor Matsuura (* 1983), britische Schauspielerin
- Eleanor Anne Ormerod (1828–1901), britische Entomologin
- Eleanor Parker (1922–2013), US-amerikanische Schauspielerin
- Eleanor Anne Porden (1795–1825), englische Dichterin
- Eleanor Powell (1912–1982), US-amerikanische Tänzerin
- Eleanor Rathbone (1872–1946), britische parteilose Politikerin und Frauenrechtlerin
- Eleanor Roosevelt (1884–1962), Ehefrau des US-Präsidenten Franklin D. Roosevelt
- Eleanor Rosch (* 1938), US-amerikanische Professorin
- Eleanor Sharpston (* 1955), britische Juristin, Generalanwältin am Europäischen Gerichtshof (2006–2020)
- Elizabeth Eleanor Siddal (1829–1862), britische Malerin und Dichterin
- Eleanor Tomlinson (* 1992), britische Schauspielerin

Kunstfiguren:
- Eleanor & Park, Jugendroman von Rainbow Rowell aus dem Jahre 2013
- Eleanor war der Originalname von Cinderella. Aus Eleanor wurde die Kurzform Elle. Daraus machte die böse Stiefmutter den Namen Cinderella (Ella und cinders, engl. für Asche), als sich Ella, schmutzig von der Arbeit, an den Tisch setzen wollte. Cinderella heißt also so viel wie „Asche-Ella“.[11]

### Elinor
- Elinor Barker, MBE (* 1994), walisische Radsportlerin und Olympiasiegerin
- Elinor Burkett (* 1946), US-amerikanische Journalistin und Autorin
- Elinor Crawley (* 1991), walisische Schauspielerin
- Elinor Donahue (* 1937), US-amerikanische Schauspielerin
- Elinor Eidt (* 1987), deutsche Theater-, Film- und Fernsehschauspielerin sowie Synchronsprecherin
- Elinor Fair (1903–1957), US-amerikanische Filmschauspielerin
- Elinor Glyn (1864–1943), britische Schriftstellerin, Journalistin und Drehbuchautorin
- Elinor Hubert (1900–1973), deutsche Ärztin und Politikerin (SPD), MdB
- Elinor Mullett Husselman (1900–1996), US-amerikanische Papyrologin, Koptologin und Klassische Archäologin
- Elinor Lipper (1912–2008), Autorin und Übersetzerin
- Elinor Middlemiss, MBE (* 1967), schottische Badmintonspielerin und Sportfunktionärin
- Elinor von Opel (1908–2001), deutsch-schweizerische Stiftungsgründerin
- Elinor Ostrom (1933–2012), US-amerikanische Politologin, Ökonomin und Trägerin des Nobelpreises für Wirtschaftswissenschaften 2009
- Elinor von Wallerstein (1907–1985), österreichische Schauspielerin
- Elinor Remick Warren (1900–1991), amerikanische Komponistin und Pianistin
- Elinor Weise (* 1951), deutsche Illustratorin, Grafikerin und Autorin von Bilderbüchern
- Elinor Wylie (1885–1928), US-amerikanische Autorin von Romanen und Dichterin